# Stanisław Piaskowski
Stanisław Piaskowski, ps. Jerzy Zaręba (ur. 21 kwietnia 1901 w Żelechowie, zm. 27 grudnia 1963) – polski działacz państwowy, wojewoda wrocławski (1946–1949), poseł do Krajowej Rady Narodowej i na Sejm Ustawodawczy (1947–1952), honorowy obywatel Wrocławia.

## Życiorys

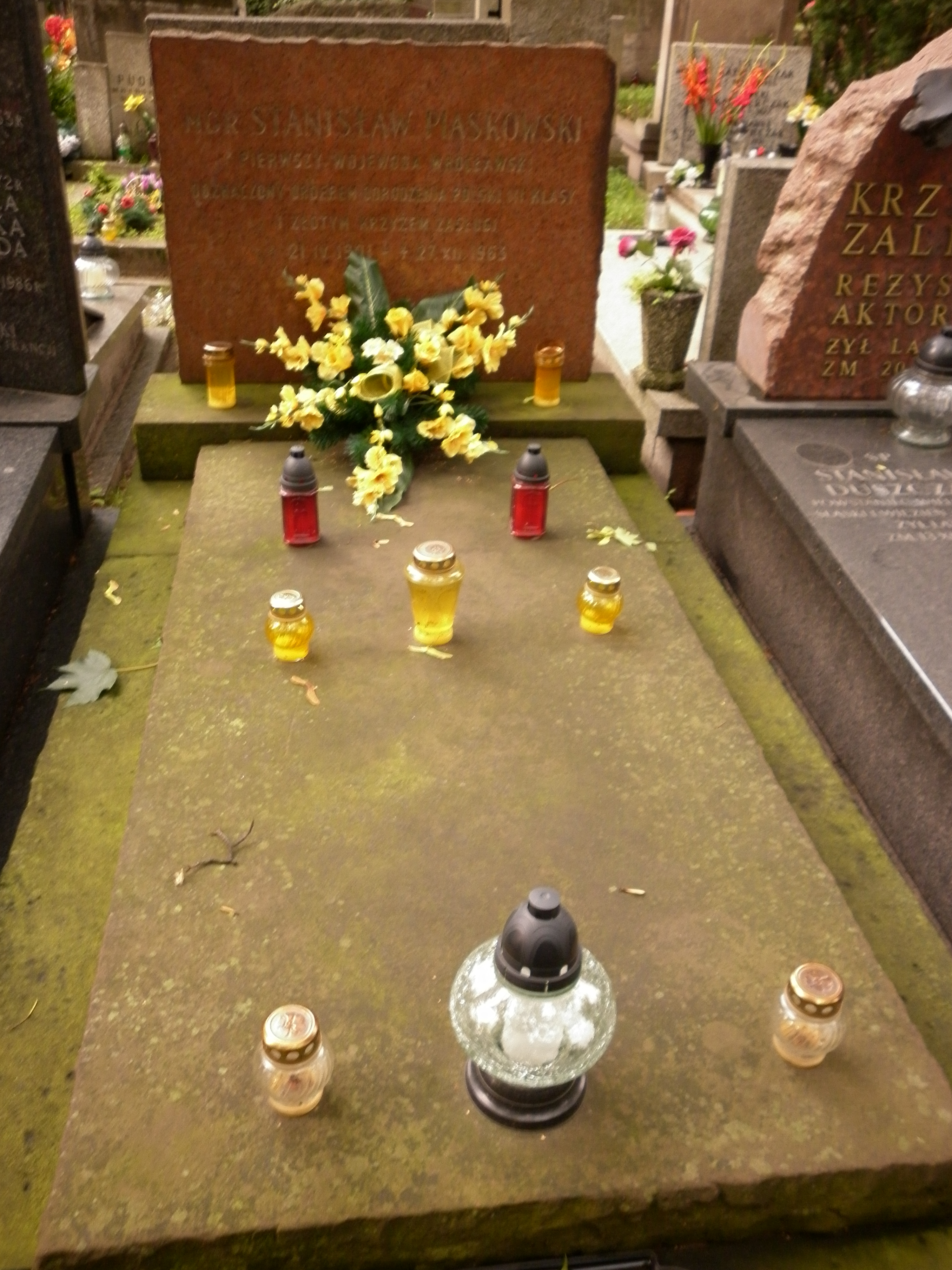
Grób Stanisława Piaskowskiego

Po odbyciu służby wojskowej, w 1922 został działaczem Polskiej Partii Socjalistycznej. Egzamin dojrzałości zdał we Lwowie. W 1937 został z PPS wykluczony. Za zorganizowanie strajku został skazany na rok więzienia. W 1944 objął obowiązki wicewojewody kieleckiego. 31 grudnia 1944 został posłem do Krajowej Rady Narodowej. Od marca 1945 do maja 1946 był pełnomocnikiem Rządu RP na okręg Dolnego Śląska. Po utworzeniu trzech nowych województw na Ziemiach Odzyskanych objął obowiązki wojewody wrocławskiego (do stycznia 1949), działając jednocześnie w PPS (był członkiem CKW w latach 1946–1948) i od 1948 w Polskiej Zjednoczonej Partii Robotniczej.
W 1946 odznaczony Krzyżem Komandorskim Orderu Odrodzenia Polski. W styczniu 1947 uzyskał mandat posła na Sejm Ustawodawczy w okręgu Bolesławiec. Od stycznia 1949 sprawował funkcję przewodniczącego Wojewódzkiej Rady Narodowej w Olsztynie. W latach 1957–1962 pracował w departamencie Ministerstwa Gospodarki Komunalnej, następnie w MSZ. Pochowany na cmentarzu Powązki Wojskowe w Warszawie (kwatera B12-10-4).